# Hangar Fillod
Le hangar Fillod est un édifice remarquable de l'île de La Réunion, département et région d'outre-mer français dans le sud-ouest de l'océan Indien. Situé sur le territoire de Saint-Paul, il fait l'objet d'une inscription au titre des monuments historiques depuis le 21 décembre 2016.